# Hammonium
Hammonium es un género de foraminífero bentónico de estatus incierto, aunque también considerado un sinónimo posterior o un error de denominación de Ammonia de la subfamilia Ammoniinae, de la familia Rotaliidae, de la superfamilia Rotalioidea, del suborden Rotaliina y del orden Rotaliida. Su especie tipo era Nautilus beccarii. Su rango cronoestratigráfico abarcaba el Holoceno.

## Clasificación
Hammonium incluía a la siguiente especie:
- Hammonium beccarii, aceptado como Ammonia beccarii